# 888
888(팔백팔십팔)은 887보다 크고 889보다 작은 자연수다.

## 수학
- 합성수로, 그 약수는 총 16개다. (1, 2, 3, 4, 6, 8, 12, 24, 37, 74, 111, 148, 222, 296, 444, 888)
  - 888의 진약수의 합은 1392이므로, 888은 과잉수다.
- 회문수다.
- {\displaystyle 888=97+101+103+107+109+113+127+131}
  - 연속하는 소수(素數) 8개의 합으로 나타낼 수 있으며, 이 성질을 지닌 앞의 수는 846, 다음 수는 928이다.
- {\displaystyle 73^{2}-1}은 888로 나누어떨어진다.

## 과학
- NGC 888: 시계자리 방향에 있는 타원은하.

## 교통
- 888번 홋카이도도(일본어판)

## 군사
- 888 해군 항공대(영어판): 과거 존재한 영국의 해군 항공대.

## 문화유산
- 대한민국의 보물 제888호: 종문원상집

## 작품
- 〈888〉: 코나미의 음악 게임 《댄스 댄스 레볼루션》의 수록곡. ‘하치야소바’라고 읽는다.

## 기타
- 연도: 888년, 기원전 888년